# Dovbîne, Berdeansk
Dovbîne (în ucraineană Довбине) este un sat în comuna Berestove din raionul Berdeansk, regiunea Zaporijjea, Ucraina.

## Demografie
Componența lingvistică a localității Dovbîne
     Ucraineană (75,68%)
     Rusă (24,32%)
Conform recensământului din 2001, majoritatea populației localității Dovbîne era vorbitoare de ucraineană (75,68%), existând în minoritate și vorbitori de rusă (24,32%).